# Zafer Gözet
Zafer Gözet (född 1965 i Konya, Turkiet) är partiledare för Norges Kommunistiska Parti.
Zafer Gözet är född och uppvuxen i Turkiet. Han invandrade till Norge i femtonårsåldern, tillsammans med sin familj.
Efter lång kontakt med NKP genom hela åttiotalet gick han med som partimedlem i början av 1990-talet.
År 2000 valdes han till ordförande för partidistriktet i Vestfold och 2001 valdes han till partiledare för NKP. Zafer Gözet omvaldes vid NKP:s 26:e landsmöte i Alta, i maj 2007.